# Halida Boughriet
Halida Boughriet, née à Lens en 1980, est une artiste franco-algérienne.

## Biographie
Halida Boughriet est issue d'une famille d'origine algérienne. Elle naît à Lens dans le Nord de la France en 1980, puis s'installe en région parisienne, où elle vit et travaille depuis. Diplômée en 2005 de l’École nationale supérieure des Beaux-Arts de Paris, puis étudiante du programme d’échange de la School of Visual Arts de New York,, période durant laquelle elle développe sa pratique artistique photographique et vidéographique.

## Expositions
Ses œuvres sont notamment exposées dans des musées français comme le musée d'Art contemporain du Val-de-Marne, le musée de l'Histoire de l'immigration, mais également dans des musées étrangers, comme au Hood Museum of Art dans le New Hampshire (États-Unis), au Musée public national d’Art moderne et contemporain d’Alger. En 2021, sa série Mémoire dans l’oubli datant de 2010 a été présentée lors de l’exposition consacrée à Picasso & Les Femmes d’Alger au Musée Berggruen de Berlin.
Elle se fait connaître également par ses expositions dans de célèbres centres artistiques comme l’Institut du monde arabe à Paris,. De même, une de ses premières vidéos, Action, fait l'objet d'une projection au Centre Pompidou.
Par ailleurs, la galerie Claude Lemand (Paris) expose ses photographies.

## Prix
Elle obtient le premier Prix jeune créateur LVMH avec sa photographie Attente du Verdict en 2005.

## Œuvres en collections publiques
- Maux des mots (2009), MacVal, Vitry-sur-Seine[11]